# Вонсош
Вонсош (пол. Wąsosz, Геррнштадт, нем. Herrnstadt) — город в Польше, входит в Нижнесилезское воеводство. Имеет статус городско-сельского повята.
Вонсош расположен у реки Барыч около древнего торгового пути. В тех местах сходились две реки реках: Барыч и Орла. Вонсош получил городские права в 1290 году от князя Генриха III Глоговского.

## Название
Название «Вонсош» известно со времён средневековья («Wansose» в 1300, «Wanschosch» в 1313, «Wąsosze» в 1531, «Wasos» в 1750) и происходит от старопольского слова «wąsosze», означающего место, где что-то спускается, сходится или соединяется. В данном случае речь идёт о слиянии двух рек: Барыча и Орля
В старых документах имеет немецкое название Гернштадт («Hernstat» в 1290, «Herstat» в 1298, «Herrenstat» в 1305, «Hirstat» в 1376), что означает «город Господина». Это пример частой параллельной ситуации с германоязычным именованием, когда более раннее славянское имя использовалось одновременно с более новым названием, присвоенным в соответствии с немецким законодательством. С процессом германизации окрестностей города название Вонсош постепенно вытеснилось.
В алфавитном списке топонимов Силезии, изданном в 1830 году во Вроцлаве Иоганном Кни, это место встречается под немецким названием Herrntadt, латинский Chrysopolis и польским Wąźciorz: «Wąźciorz, polnische Benennung der im Guhrauer Kreise belegenen Stadt Herrnstadt». Силезский писатель Юзеф Ломпа упоминал данную деревню как Вонсож (Wąsorz) в своей книге «Краткий очерк силезской географии для начального обучения», изданной в Глогувке в 1847 году. После присоединения деревни к Польше в 1945 году название Wąsosz получил статус официального.